# زي أنطونيو
زي أنطونيو (بالبرتغالية: José António dos Santos Silva‏) (14 مارس 1977 في البرتغال - ) هو لاعب كرة قدم برتغالي في مركز الدفاع. شارك مع منتخب البرتغال تحت 21 سنة لكرة القدم. أما مع النوادي، فقد لعب مع ألفيركا وأونياو ليريا وبوروسيا مونشنغلادباخ وراسينغ سانتاندير ومانيساسبور ونادي أكاديميكا كويمبرا ونادي بورتو ونادي فارزيم ونادي ليسا ‏ وS.C.U. Torreense ‏ وFC Porto B ‏.

## وصلات خارجية
- زي أنطونيو على موقع قاعدة بيانات كرة القدم.إي يو (الإنجليزية)
- زي أنطونيو على موقع بيانات كرة القدم. دي إي (الألمانية)
- زي أنطونيو على موقع Soccerway.com (الإنجليزية)
- زي أنطونيو على موقع عالم كرة القدم.نت (الإنجليزية)